# Часовникова кула (Шумен)
Часовниковата кула в Шумен е запазена часовникова кула с действащ часовников механизъм, строена в средата на 18 век.

## Разположение
Кулата е строена в някогашната Ортамахале (Средната махала) на стария Шумен. Намира се на около 100 метра южно от Томбул джамия на ул. „Цар Самуил“. Непосредствено до нея е имало джамия (Орта или Сахат джамия), която днес не съществува. Източно от кулата е имало обществена баня (Орта хамам), чиито основи все още могат да се видят.

## История
Часовниковата кула е строена в същия период на изграждане и на Томбул джамия в близост. Строена е от българи, дошли от Македония, а средствата за изграждането ѝ са събрани от заможния градски еснаф. Според друга легенда кулата е строена от Мехмед Дулужооглу – устабашия на табашкия еснаф в Шумен.

## Описание
Кулата се състои от две основни части – каменно тяло с квадратна основа и цилиндрична дървена надстройка. В последната е монтиран ръчно изработен часовников механизъм и две камбани. Липсва циферблат. Часовникът отбелязва времето с удари по камбаните на всеки 15 минути. Най-горе завършва с коничен покрив.
В основата на кулата има вградена чешма. Тя представлява богато орнаментирана мраморна плоча с корито. Над плочата има перваз с осем дентикула. Над перваза е вградена плоча с надпис на османотурски език, в който се възхвалява строителят и се посочва годината на построяването. Над плочата е добавен и люнет. Цялата композиция завършва с двускатна стряха.
- Чешмата
- Плоча с възпоменателен надпис
- Орнамент от ъгъла на каменната част